# DrefQuila
Claudio Ignacio Montaño Ceura (Coquimbo, 13 de novembro de 1997) mais conhecido como  'DrefQuila' , é um cantor, produtor e ex-freestyler  chileno. Conhecido pelos seus singles "A Fuego", "Ella Busca", "Olvida el Miedo" e "Exhibicionista".

## Início de vida
Montaño concluiu seus estudos na Escola Bernardo O'Higgins, em Coquimbo. Seu interesse pela música rap começou quando ele tinha 12 anos de idade em sua cidade natal, Coquimbo, no Chile, com a música Everyday of Original Movement, ele aclama "Foi meu primeiro amor. Graças a essa música eu entrei na música ". Anos mais tarde, em 2013, iniciou sua carreira como freestyler, indo para o cenário nacional competindo em vários lugares de sua cidade natal.

## Carreira musical

### Primeiros anos
Montaño sair da faculdade foi dedicada à música, seus primeiros singles, Qué será, Ella busca,  Tamo'Tranquilo , Olvídate I Want Gold "El plan", Demasiao e A fuego, "eram tendências em plataformas de streaming em seu país. Este último se tornando sua canção de maior sucesso

## Discografia

### Músicas
- AutoRetrato
- Tranqui line
- Hermes
- Que será Ft. Dsorden
- Más de lo mismo
- Vómito FT. Cuartes
- ÉTAT PUR FT. Cuartes & D.Marzun
- Puissance
- También en la tormenta FT. Adione
- Samurai
- DEVIL
- Guarami FT. D.Marzun
- Away
- Ella Busca
- CTRS
- Una y otra vez
- DEVIL (Remix) FT. Kodigo
- Bless 4 MY bros
- Escape
- MMBB FT.NoviTrvp
- Vamos suave
- Jackie Chan FT. NoviTrvp
- A Fuego
- Up
- Silence Please Ft. NoviTrvp & Cuartes
- Twelve
- Lo mio
- si preguntan
- Tamo' Tranquilo
- En momento
- I Want Gold Ft.Crisor
- El plan
- Demasiao'
- Que será
- Olvida el miedo
- El juego
- De todo
- Caracter
- Fe
- Exhibicionista